# José Amadeu Elvino
José Amadeu Elvino, mais conhecido como Adãozinho (Caconde, 11 de maio de 1968), é um treinador e ex-futebolista brasileiro que atuava como volante.
Atualmente está sem clube.

## Carreira
Aos 6 meses de idade, se mudou para Bragança Paulista, onde trabalhou dos 8 aos 15 anos plantando milho e feijão na roça.
Atuou em diversos clubes. mas só ganhou notoriedade no São Caetano, pelo qual fez parte do elenco que surpreendente chegou até as final da Copa João Havelange.
No ano de 2001, se transferiu por empréstimo para o maior rival do São Caetano, o EC Santo André, onde foi um dos protagonistas da campanha de acesso do Ramalhão a Elite do Futebol Paulista, fazendo o gol da vitória de pênalti aos 48 minutos do segundo tempo em jogo decisivo contra o Ituano no Estádio Bruno José Daniel.
Após vestir a camisa do Santo André retornou ao São Caetano, onde foi vice-campeão da Libertadores em 2002. No total, fez 156 jogos e 14 gols pelo clube.
Meses depois foi envolvido em uma negociação com o Palmeiras que iniciava a preparação para a disputa do Campeonato Brasileiro - Série B em 2003. Ficou no clube até o final de 2004, onde atuou em 58 jogos e marcou 4 gols.
No final de 2007, quando atuava pelo América de Natal, foi suspenso por 120 dias por jogar dopado e praticamente encerrou a carreira.

### Fora dos campos
Em 2012, lançou sua candidatura a vereador em Bragança Paulista pelo PT do B, mas não foi eleito, contabilizando 361 votos.
Iniciou a carreira de treinador de futebol no Jacutinga, na 2ª divisão do Campeonato Mineiro, em 2013.
Em 2014, dirigiu o Conilon na disputa do Campeonato Capixaba, time que contava com o meia Adriano Gabiru e o lateral-direito Luisinho Netto.
Em 7 de dezembro de 2019, foi anunciado como treinador do São Caetano, para o lugar de Marcelo Vilar. No entanto, foi demitido do Azulão após a primeira rodada do Paulista Série A-2 de 2020, na qual a equipe foi derrotada pelo Penapolense pelo placar de 3 a 2.

## Títulos
Bragantino
- Campeonato Paulista: 1990[carece de fontes?]

Sampaio Corrêa
- Campeonato Maranhense: 1997 e 1998[carece de fontes?]
- Campeonato Brasileiro - Série C: 1997[carece de fontes?]

Palmeiras
- Campeonato Brasileiro - Série B: 2003[carece de fontes?]
- Troféu 90 Anos do Esporte Clube Taubaté: 2004[carece de fontes?]